# Peștera Arnăuților
Peștera Arnăuților (monument al naturii) este o arie naturală protejată ce corespunde categoriei a III-a IUCN (rezervație naturală de tip speologic), situată în județul Vâlcea, pe teritoriul administrativ al orașului Băile Olănești.

## Descriere
Rezervația naturală a fost declarată arie protejată prin Legea Nr.5 din 6 martie 2000' (privind aprobarea Planului de amenajare a teritoriului național - Secțiunea a III-a - zone protejate) și se întinde pe o suprafață de 0,40 hectare. 
Aria naturală inclusă în Parcul Național Buila-Vânturarița, reprezintă o cavernă (peșteră) în versantul drept al Cheilor Mânzului din Munții Căpățânii, alcătuită dintr-o galerie ascendentă la intrare, săracă în forme concreționare, cu depozite clastice acoperite cu un strat de praf argilos; cu faună constituită din specii de miriapode și chilopode.